# Marchia Awarska
 Marchia awarska (łac.  Marcha Avar) – jedna z marchii Imperium Karolińskiego, utworzona w celu obrony jego ziem przed państwem wielkomorawskim, położona na terenie dzisiejszej Austrii i Słowenii.